# Чаплиниана
«Чаплиниа́на» — советский полнометражный цветной телевизионный фильм-балет на музыку Чарльза Чаплина. Хореография Гали Абайдулова, сценарий и режиссура Александра Белинского, в главных ролях — Гали Абайдулов и Екатерина Максимова. Фильм снят по заказу Государственного комитета СССР по телевидению и радиовещанию на киностудии «Ленфильм» в 1987 году.

## В ролях
- Гали Абайдулов — Диктатор / Клоун
- Екатерина Максимова — Примадонна
- Наталия Киричек — Девушка
- Константин Заклинский — Парень
- Андрей Босов — Полковник
- Леонид Лебедев — Гангстер
- Игорь Соловьёв — Гангстер
- Аня Абайдулова — Малыш
- В эпизодах — солисты Ленинградского Малого театра оперы и балета

## Съёмочная группа
- Сценарий и постановка — Александр Белинский
- Хореография — Гали Абайдулов
- Художественный руководитель — Владимир Васильев
- Оператор-постановщик — Генрих Маранджян
- Художник-постановщик — Белла Маневич
- Авторская обработка — Николая Драницына, Олега Куценко
- Звукооператор — Лариса Маслова
- Академический симфонический оркестр Ленинградской государственной филармонии им. Д. Шостаковича
- Партия рояля — Михаил Аптекман
- Дирижёры — Павел Бубельников, Олег Куценко
- Режиссёр — Борис Павлов-Сильванский
- Редактор — Яков Рохлин
- Монтаж — Ирины Гороховской
- Операторы — Аполлинарий Дудко, А. Кудрявцев
- Грим — Ирины Васильевой
- Костюмы — М. Стручкова
- Режиссёрская группа — Э. Бельская, Г. Пушкова, Л. Соболева
- Ассистенты:
художника по костюмам — Т. Царёва
по монтажу — Р. Халютина
- Художник-декоратор — Е. Николаева
- Мастер по свету — А. Гусев
- Заместители директора — М. Бочевер, М. Герасимов, В. Тарасова
- Директор картины — Александр Пикунов
- Фильм снят на плёнке Шосткинского п/о «Свема»

## Признание и награды
- Диплом жюри на XII ВФТФ Гали Абайдулову (1987).
- Специальный приз телефильму на XXVII МКФ «Золотая роза Монтрё» в Монтрё, Швейцария (1987).
- Почетный приз Александру Белинскому за цикл телебалетов на МКФ  в Каннах, Франция (1989).